# Distrito electoral D (Nebraska)
El distrito electoral D (en inglés: Precinct D) es un distrito electoral ubicado en el condado de Seward en el estado estadounidense de Nebraska. En el Censo de 2010 tenía una población de 156 habitantes y una densidad poblacional de 1,68 personas por km².

## Geografía
El distrito electoral D se encuentra ubicado en las coordenadas 40°59′53″N 97°18′34″O / 40.99806, -97.30944. Según la Oficina del Censo de los Estados Unidos, el distrito electoral D tiene una superficie total de 92.9 km², de la cual 92.64 km² corresponden a tierra firme y (0.27%) 0.25 km² es agua.

## Demografía
Según el censo de 2010, había 156 personas residiendo en el distrito electoral D. La densidad de población era de 1,68 hab./km². De los 156 habitantes, el distrito electoral D estaba compuesto por el 97.44% blancos y el 2.56% pertenecían a dos o más razas. Del total de la población el 1.92% eran hispanos o latinos de cualquier raza.